# Моносерия
Моносерия (монокласс, монокубок) — термин, обозначающий автогоночную серию, в которой все спортсмены выступают на одинаковых автомобилях.
В кольцевых формульных автогонках одними из наиболее известных моносерий являются: GP2, GP3, A1GP, Суперлига Формула, Formula Master, Формула Русь и многие другие (в отличие от класса Формула-1, где каждая команда к каждому сезону конструирует собственную машину и вольна выбирать собственные решения и технологии, в рамках Техрегламента).
За соблюдением технического равенства следят специальные комиссары. Вместе с тем, настройки автомобилей (например давление в шинах, углы атаки переднего и заднего антикрыла, жесткость амортизаторов) могут свободно меняться в соответствии с предпочтениями пилотов и команд, в зависимости от трассы или погодных условий, в то время как сами амортизаторы, шины и прочие составляющие абсолютно стандартны для всех участников гонок внутри класса.
Традиционно считается, что именно в моносериях, благодаря тому, что все выступают на одинаковых автомобилях, профессионализм и мастерство пилотов раскрываются в полной мере (в отличие, от серий, где более слабый пилот может получить преимущество, управляя более быстрым автомобилем).